# Porphyrinia amabilis
Porphyrinia amabilis là một loài bướm đêm trong họ Noctuidae.